# Alcalá de los Gazules (kommun)
Alcalá de los Gazules är en kommun i Spanien.   Den ligger i provinsen Provincia de Cádiz och regionen Andalusien, i den södra delen av landet, 500 km söder om huvudstaden Madrid. Antalet invånare är 5 500.